# Pablo Marín Fontán
Pablo Marín Fontán (Dos Hermanas, Sevilla, 20 de enero de 2002), más conocido como Pablo Marín, es un baloncestista español que pertenece a la plantilla del Club Baloncesto Peñas Huesca de la Segunda FEB. Con 1,87 metros de estatura, juega en la posición de base.

## Trayectoria deportiva
Formado en las categorías inferiores del Dos Hermanas y del Club Baloncesto Sevilla.
En la temporada 2018-19, con apenas 16 años formaría parte de la plantilla del Real Betis Baloncesto B del Grupo D de Liga EBA.
Tras dos temporadas en el filial verdiblanco, en la temporada 2020-21 el jugador es cedido al CB Benicarló de la Liga LEB Plata.
En la temporada 2021-22, Pablo es cedido al Club Baloncesto Morón de la Liga LEB Plata.
El 21 de noviembre de 2021, hace su debut en Liga Endesa con el Real Betis Baloncesto en un encuentro frente al Real Madrid a las órdenes de Joan Plaza, en el que participó 4 minutos y 3 segundos.
El 3 de agosto de 2022, firma también en calidad de cedido por el Club Baloncesto Zamora de la Liga LEB Plata.
El 26 de julio de 2023, el jugador pasa a formar parte de la primera plantilla del Real Betis Baloncesto de la Liga LEB Oro.
El 17 de enero de 2025, firma por el Club Baloncesto Peñas Huesca de la Segunda FEB.

## Selección nacional
Es internacional en las categorías inferiores con la selección de baloncesto de España.